# Pseudopanurgus neomexicanus
Pseudopanurgus neomexicanus är en biart som först beskrevs av Cockerell 1898.  Pseudopanurgus neomexicanus ingår i släktet Pseudopanurgus och familjen grävbin. Inga underarter finns listade i Catalogue of Life.